# Henry Berkeley (7e baron Berkeley)
Pour les articles homonymes, voir Henry Berkeley et Berkeley.
Henry Berkeley, 7e baron Berkeley (26 novembre 1534 - 26 novembre 1613) est un pair et homme politique anglais. Il est Lord Lieutenant et Vice-Amiral du Gloucestershire.

## Famille

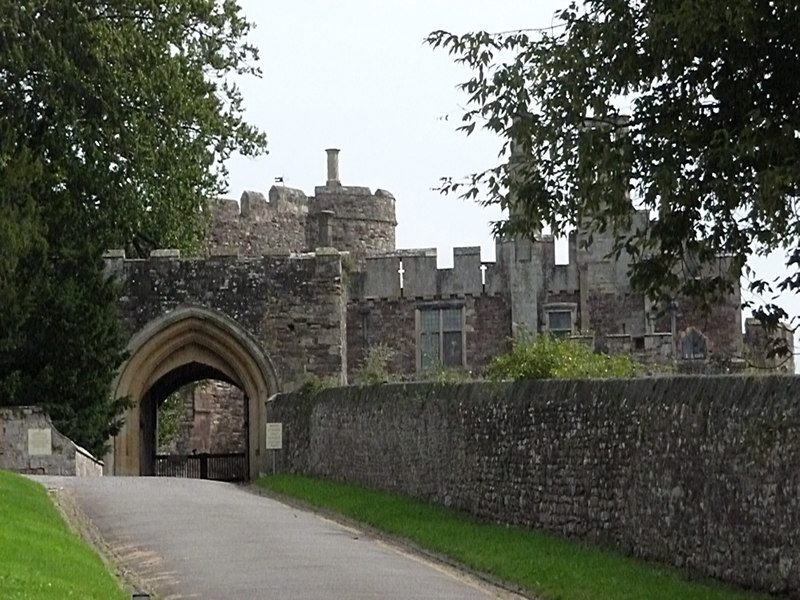
Le château de Berkeley aujourd'hui

Henry Berkeley, parfois appelé « Henry the Harmlesse ou Henry posthume », est né le 26 novembre 1534, neuf semaines et quatre jours après la mort de son père. Il est le fils de Thomas Berkeley (6e baron Berkeley) (vers 1505 – 19 septembre 1534) et de sa seconde épouse, Anne Savage (d. octobre 1564), la fille de John Savage de Frodsham, Cheshire. Le 6e baron a déjà été marié à Mary Hastings, la fille de George Hastings (1er comte de Huntingdon), et d'Anne Stafford (d. mars 1533), fille d'Henry Stafford (2e duc de Buckingham), mais n'a eu aucun descendant avec elle.

## Carrière
Berkeley est fait chevalier du Bain le 28 septembre 1553 lors du couronnement de Marie Ire. L'année suivante, le Château de Berkeley et d'autres domaines lui sont restitués lorsque la lignée des héritiers masculins d'Henri VII s'est éteinte.
Berkeley aurait reconstruit le château de Caludon vers 1580, qui était tombé en ruine après le bannissement d'Angleterre en 1398 de Thomas de Mowbray (1er duc de Norfolk), par Richard II.
Il est Lord-lieutenant du Gloucestershire de 1603 jusqu'à sa mort.
Berkeley est décédé le 26 novembre 1613, laissant un testament daté du 20 décembre 1612. Il est remplacé par son petit-fils, George Berkeley (8e baron Berkeley). Cependant, selon Andrew Warmington, l'héritage du 8e baron a été considérablement réduit, car son grand-père avait « récemment mis fin à la querelle juridique de 192 ans sur les domaines avec la famille Lisle et leurs héritiers, notamment la couronne », et « en raison de cela et la prodigalité extraordinaire d'Henry, le domaine autrefois vaste a été réduit à vingt-cinq manoirs couvrant environ 11 000 acres, principalement dans le Gloucestershire, avec une valeur locative d'environ 1 200 £ par an » .

## Mariages et descendance
Berkeley épouse en septembre 1554, à Kenninghall, Norfolk, Katherine Howard, troisième fille de Henry Howard (comte de Surrey), et Frances de Vere, fille de John de Vere (15e comte d'Oxford), et d'Elizabeth Trussell, avec qui il a un fils, Thomas Berkeley, qui est décédé avant lui, mourant le 22 novembre 1611, laissant un fils, George Berkeley, qui lui succède comme 8e baron Berkeley.
La première femme de Berkeley, Katherine, meurt d'hydropisie à Caludon le 7 avril 1596 et est enterrée le 20 mai près de la chapelle Drapers à St Michael's, Coventry.
Berkeley se remarie le 9 mars 1598 à St Giles, Cripplegate, à Jane Stanhope (c.1547-1618), veuve de Roger Townshend (courtisan) (en) (d.1590) et fille de Michael Stanhope (mort en 1552) (en) de Shelford, Nottinghamshire, par son épouse, Anne Rawson, fille de Nicholas Rawson d'Aveley, Essex. La seconde épouse de Berkeley, Jane, a deux fils de son précédent mariage, John Townshend (1567/8-1603) et Robert Townshend (né en 1580). Elle est décédée dans sa maison du Barbican le 3 janvier 1618, laissant un testament daté du 20 juillet 1617 en faveur de son petit-fils, Roger Townshend (1er baronnet), le 10 mars 1618.